# غارب منصور (الجميمة)

تعديل مصدري - تعديل

غارب منصور هي إحدى قرى عزلة ظهاى بمديرية الجميمة التابعة لمحافظة حجة، بلغ تعداد سكانها 136 نسمة حسب تعداد اليمن لعام 2004.